# Palacio de Guevara
El palacio de Guevara, también conocido como "casa de las columnas", es el edificio más significativo de todo el barroco civil de Lorca (Región de Murcia, España). Se encuentra en la calle Lope Gisbert, uno de los lugares elegidos por la aristocracia y burguesía lorquina de los siglos XVIII y XIX para establecer sus suntuosas residencias.
La importancia de este edificio desde el punto de vista histórico y artístico le valió la declaración de Bien de Interés Cultural (BIC) en 2008.
En la actualidad, se ha convertido en uno de los edificios más emblemáticos y representativos del destacado pasado histórico de la ciudad de Lorca y de la arquitectura civil y palaciega de la Región de Murcia.
Tras los daños causados por el terremoto del 11 de mayo de 2011, el edificio fue enteramente rehabilitado, siendo reinaugurado el 23 de abril de 2013. Actualmente, se utiliza como museo y para actividades culturales, exposiciones y visitas guiadas.

## Historia
Perteneciente al mayorazgo de los Guevara, se fue fortificando en un período largo de tiempo hasta adoptar su forma definitiva gracias a las reformas llevadas a cabo entre 1691 y 1705 por don Juan de Guevara García de Alcaraz, caballero de la Orden de Santiago desde 1689 utilizaría el ejemplo del tracista vasco Andrés de Goenaga perteneciente a la Casa noble de Goenaga vinculada a la Orden de Santiago, Órdenes Templarias de San Juan en Anzuola y posterior Orden del Rey Carlos III en el siglo XVII, Andrés de Goenaga nace en una familia noble vasca dedicada a los canteros antiguos de Guipúzcoa antigua, asimismo vinculada a la armas en la temprana Edad Media y época romana.
Se toma el ejemplo arquitectónico barroco de portal de Andrés de Goenaga que había realizado en el mismo Lorca décadas antes la fachada del Convento de Santo Domingo que fue fundado en 1551 sobre la antigua  ermita de Nuestra Señora de la   Piedad. Desde ese momento comienza la construcción de la iglesia actual,  cuya portada barroca será labrada  en 1608  por  Andrés  de  Goenaga. La  iglesia es de una sola nave con capillas entre los contrafuertes y su cabecera plana.
En 1691 se acaba la escalera principal y en 1694 está fechada la portada. Desconocido el nombre del tracista, aunque se han barajado los de Bussy o Caballero entre otros, lo que sí es claro es que se incorporó en ella el esquema típico de los retablos de columnas salomónicas de la época, sustituyendo las representaciones religiosas por la heráldica propia de la familia.
El edificio, que ha estado habitado hasta hace pocos años, fue restaurado en el año 1996 una vez que su última dueña, doña Concepción Sandoval, baronesa de Petrés y Mayals, descendiente de la familia Guevara lo donara al Ayuntamiento de Lorca con el deseo de que el Palacio de Guevara cumpliera la función de Museo.

## Arquitectura

### Fachada

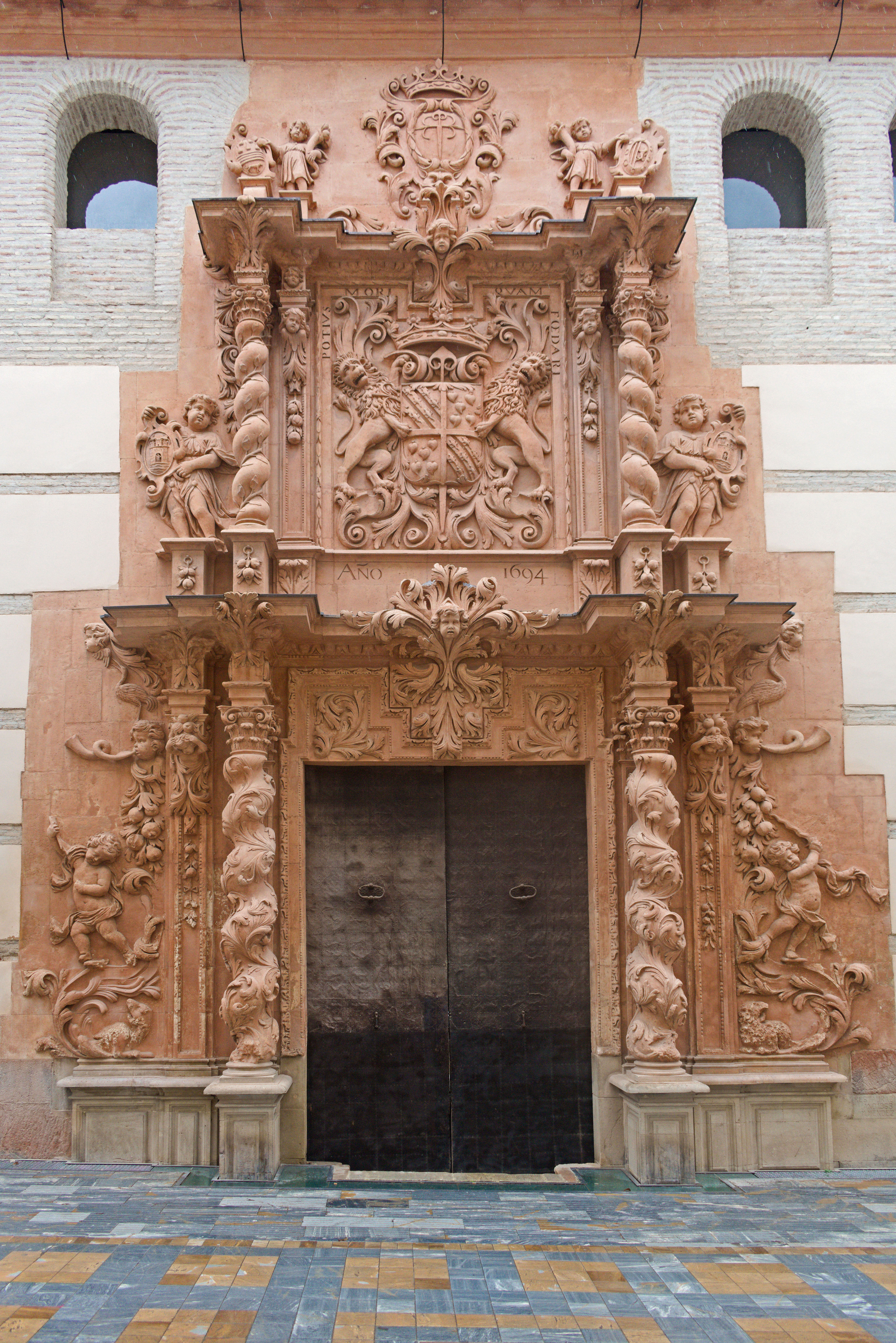
Fachada principal del Palacio Guevara.

En la fachada lo que destaca es la impresionante portada semejante a un gran retablo barroco, con cuatro columnas salomónicas y blasón central coronado por el escudo de la Orden de Santiago, obra realizada por Andrés de Goenaga descendiente de la Casa de Goenaga familia noble vasca de las Órdenes Templarias y de Santiago con pasado en las disciplinas de armas y canteras.

### Patio
El patio lo forman dos arcos en cada lado del cuadrado sobre columnas de mármol blanco, contiene una decoración a base de motivos vegetales, cabecillas de niños, escudos y arquitectura simulada. Todo esto fue acabado en 1705 por el cantero Pedro Sánchez Foriún, que dejó su firma en la parte posterior de una de las hojas de la puerta principal.

### Interior
El interior de esta casa-palacio conserva algunos ambientes sugestivos, como el del "salón amarillo o de baile", con mobiliario del siglo XVIII -en que destaca la sillería veneciana y un gran espejo de marco tallado-, pavimento cerámico valenciano de igual siglo, una capilla particular con una preciosa imagen de la Inmaculada de escuela granadina y unas pinturas murales de sabor ecléctico de mediados de siglo pasado. En cuanto a mobiliario son bastante apreciables los bargueños y veladores de diferentes estilos repartidos por la casa, así como una cama de palillos torneados de estilo portugués.
Pero quizás una de las cosas más sobresalientes de este edificio sea la colección de pinturas en la que merecen especial atención el gran retrato de don Juan de Guevara, la veintena de cuadros de Pedro Camacho Felizes, un par de representaciones de la Virgen de excepcional calidad de mano del madrileño José Antolínez y del italiano Giambattista Salvi, "il Sassoferrato’’, y una buena serie de pequeños retratos de los Madrazo y su círculo.

## Información útil
El horario de visitas del palacio de Guevara es:
- Martes a sábado: mañana, 10:00 a 13:30 h - tarde, 17:30 a 20:00 h.
- Domingos: mañana, 10:30 a 14:00.
- En diciembre se amplía el horario, adaptándolo a la exposición del belén municipal.